# تي إتش كيو نورديك
تي إتش كيو نورديك (بالإنجليزية: THQ Nordic GmbH)‏ ، هي شركة مستقلة لتطوير ألعاب الفيديو، اندمجت مع تي إتش كيو الأمريكية بتاريخ 12 آب 2016، لها العديد من أصدرات الألعاب، لها مقر في العاصمة النمساوية فيينا ومقر في الولايات المتحدة، وكانت في السابق تحت أسم (نورديك غيمز).